# Alberto Savinio
Alberto Savinio [alˈbɛrto saˈvinjo] (Atenas, 25 de agosto de 1891 — Roma, 5 de maio de 1952), nascido Andrea Francesco Alberto de Chirico, foi um escritor, pintor, musicista, jornalista, ensaísta, dramaturgo, designer e compositor italiano. Era o irmão mais velho do pintor de arte metafísica Giorgio de Chirico. Seus trabalhos frequentemente lidavam com temas filosóficos e psicológicos, além da preocupação com a filosofia da arte.
Ao longo de sua vida, Savinio compôs cinco óperas e foi autor de, pelo menos, quarenta e sete livros, incluindo várias autobiografias e memórias. Também escreveu e produziu obras teatrais. Seu trabalho recebeu críticas mistas durante a vida, muitas vezes devido ao uso generalizado de técnicas modernistas. Ele foi influenciado por Guillaume Apollinaire, Pablo Picasso, Jean Cocteau, Max Jacob, Fernand Léger e teve, de forma significativa, influição do surrealismo.
Foi ligado ao grupo de terceira geração dos "poetas da Linha Lombarda".